# Пименова, Эмилия Кирилловна
Эмилия Кирилловна Пименова (6 августа 1854, остров Ашур-Аде, в Астрабадском заливе Каспийского моря (близ нынешнего г. Горган Иран) — 4 марта 1935, Ленинград) — русская журналистка и писательница, переводчица.

## Биография
Эмилия Пименова родилась в семье контр-адмирала Русского императорского флота Кирилла Никифоровича Петриченко; мать — Мария Ивановна (ум. 1885; Ницца) — переводчица.
В 1873 году Пименова поступила на курсы учёных акушерок при петербургской Военно-Медицинской академии. Получив медицинское образование, начала работать в Колпине под Петербургом. В 30-летнем возрасте, имея на руках четверых детей, Пименова, оставила мужа — инженера-механика И. Г. Пименова, и переехала в Петербург.
Используя знание иностранных языков, устроилась на работу в газету «Гражданин», где занималась выборкой политических новостей из иностранных газет. Подружилась с писателями Г. И. Успенским, Д. Н. Маминым-Сибиряком, В. Г. Короленко.
Особое внимание уделяла Пименова участию женщин в революционном движении. Сочувствовала меньшевистскому крылу РСДРП.
Эмилия Кирилловна Пименова умерла 4 марта 1935 года в городе Ленинграде и была похоронена на Литераторских мостках Волковского кладбища.

## Литературно-публицистическое творчество
Эмилия Кирилловна Пименова — автор работ по социально-политической тематике, составительница географических и этнографических публикаций и переводчица книг зарубежных авторов.
Сыграла определённую роль в российской публицистике. Была пропагандисткой новых методов и приемов публицистической работы. В числе немногочисленных тогда публицисток Пименова не раз обращалась к вопросу о положении женщины в буржуазном обществе, рано включившись в борьбу за эмансипацию.
Рефераты и статьи разного рода Эмилии Пименовой печатались в журналах «Врач», «Звезда» и других иллюстрированных печатных изданиях.
С 1891 года активно сотрудничала с журналом «Мир Божий», где вела отдел иностранной жизни. В газете «Новости» 1890-х годов вела отдел иностранной политики.
Ряд статей Э. Пименовой, посвященных политической истории Европы был опубликован в «Русском богатстве» и «Образовании».
Кроме того, Эмилия Кирилловна Пименова — автор популярных книг для юношества. Много также писала в детских журналах «Восходы» и «Юный читатель».

## Избранная библиография
- В стране Льва и Солнца (роман, 1886)
- Франциск Ассизский: Его жизнь и общественная деятельность (1896)
- Австралия и её обитатели (1903)
- Страна сфинксов и пирамид: Египет (очерк, 1906)
- Наполеон I (очерк, 1912)
- Политические вожди современной Англии и Ирландии (1904)
- брошюры 1905—1906 годов:
  - Постоянное войско и милиция (1905)
  - Чартизм
  - Митинги (1906)
- Сербия. Историко — этнографический очерк (1908)
- Единство государства и автономия (1906)
- Как и кем подготовлялась Великая Русская Революция (1917)
- Дни великого переворота в России: Очерки Великой русской революции. Архивная копия от 24 октября 2016 на Wayback Machine — Пг., 1917
- Национальность и национализм (1917)
- Англия накануне войны (1914)
- Вильгельм II (1914)
- Железный канцлер Бисмарк — творец Германской империи (1917)
- История Европы за последнее столетие (1918)
- Первое рабочее движение в Англии (1919)
- Очерки Великой Французской революции (1919)
- На краю гибели: из путешествия по Центральной Азии Свен Хедина (1919)
- Донбасс и его богатства (1925)
- Китайские революции (1925)
- Эро де Сешель — творец французской конституции 1793 г. (1923)
- Один среди дикарей: о Н.Н. Миклухо-Маклае (1925)
- Пименова Э. К. Жизнь и приключения Вамбери / Предисл. Д. Н. Егорова. — Л.: Брокгауз-Ефрон, 1928. — 160 с. — (Открытия. Путешествия. Приключения).
- Воспоминания. Дни минувшие (1929)
- Завоевание полюсов (1930) и др.

В её переводе вышли книги Э. Сальгари, К. Гамсуна («Женщины у колодца»), Г. Уэллса («Машина времени», «Человек-невидимка», «Война миров», «Когда Спящий проснётся», «Война в воздухе», «История мистера Полли», «Страстная дружба»), биография Джона Рёскина и др.